# Astronidium floribundum
Astronidium floribundum är en tvåhjärtbladig växtart som först beskrevs av John Wynn Gillespie, och fick sitt nu gällande namn av Albert Charles Smith. Astronidium floribundum ingår i släktet Astronidium och familjen Melastomataceae. IUCN kategoriserar arten globalt som akut hotad. Inga underarter finns listade i Catalogue of Life.